# Vieux-Condé
Vieux-Condé [vjø kɔ̃de] (niederländisch Oudkonde) ist eine französische Stadt mit  10.455 Einwohnern (Stand 1. Januar 2022) im Département Nord in der Region Hauts-de-France. Sie gehört zum Kanton Marly im Arrondissement Valenciennes und liegt in der Nähe der belgischen Grenze.

## Lage
Die Stadt Vieux-Condé liegt im Regionalen Naturpark Scarpe-Schelde an der kanalisierten Schelde und am parallel verlaufenden Canal du Jard und an der Grenze zu Belgien, elf Kilometer nördlich der Innenstadt von Valenciennes. Umgeben wird Vieux-Condé von den Nachbargemeinden Péruwelz (Belgien) im Norden, Condé-sur-l’Escaut im Nordosten und Osten, Fresnes-sur-Escaut im Süden, Odomez im Südwesten sowie Hergnies im Westen.

## Name
Der Ortsname leitet sich vom keltischen Wort Condat(e) (Zusammenfluss) ab, in der Nähe mündet die Haine in die Schelde (französisch: Escaut). In der gallo-romanischen Zeit hieß der Ort Vetus Condatum. Im Zuge der Französischen Revolution wurde Vieux-Condé in „Vieux-Nord-Libre“ umbenannt, 1810 erhielt der Ort seinen alten Namen zurück.

## Geschichte

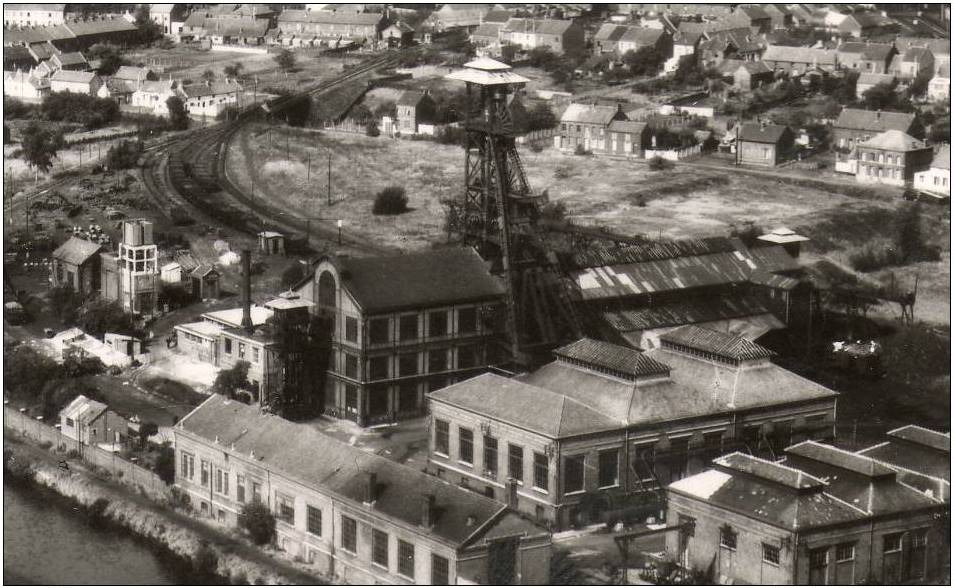
Bergwerk Vieux-Condé, 1960

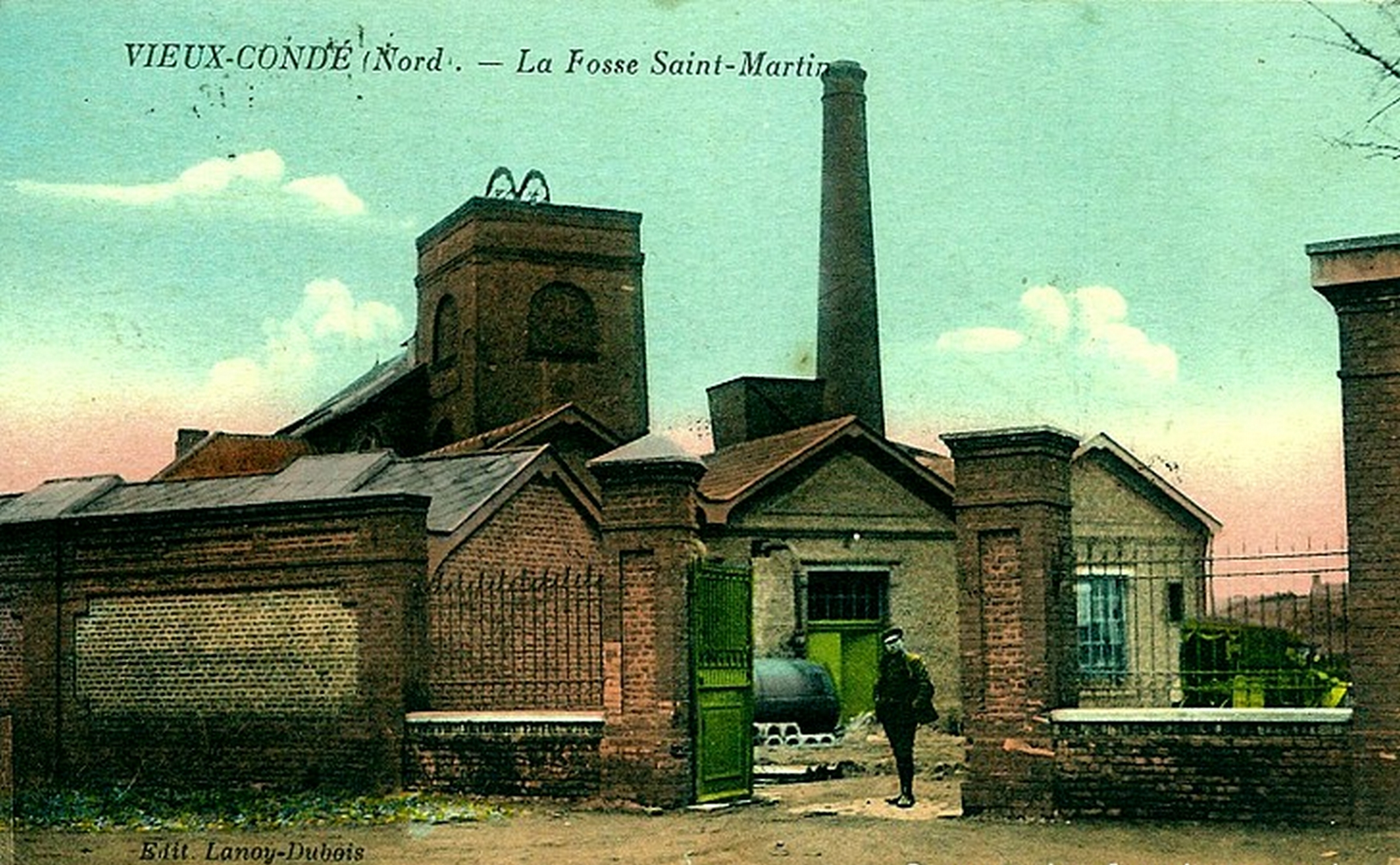
Zeche Trou Martin um 1960

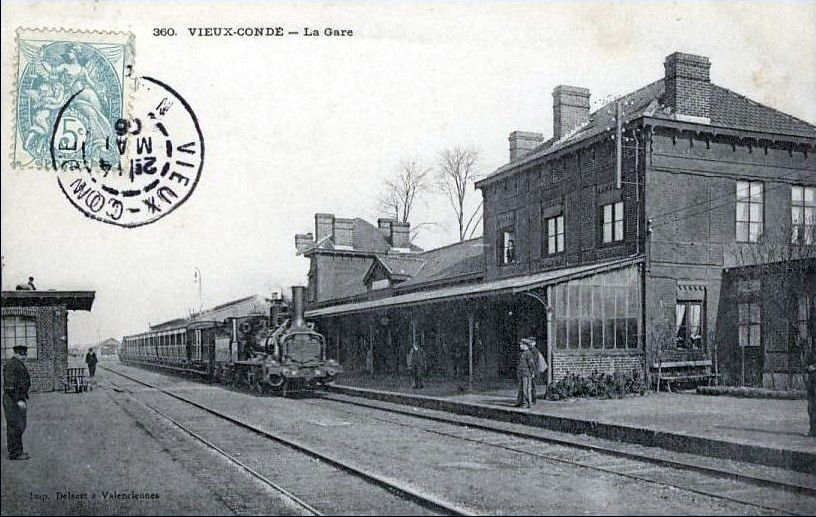
Bahnhof Vieux-Condé, 1906

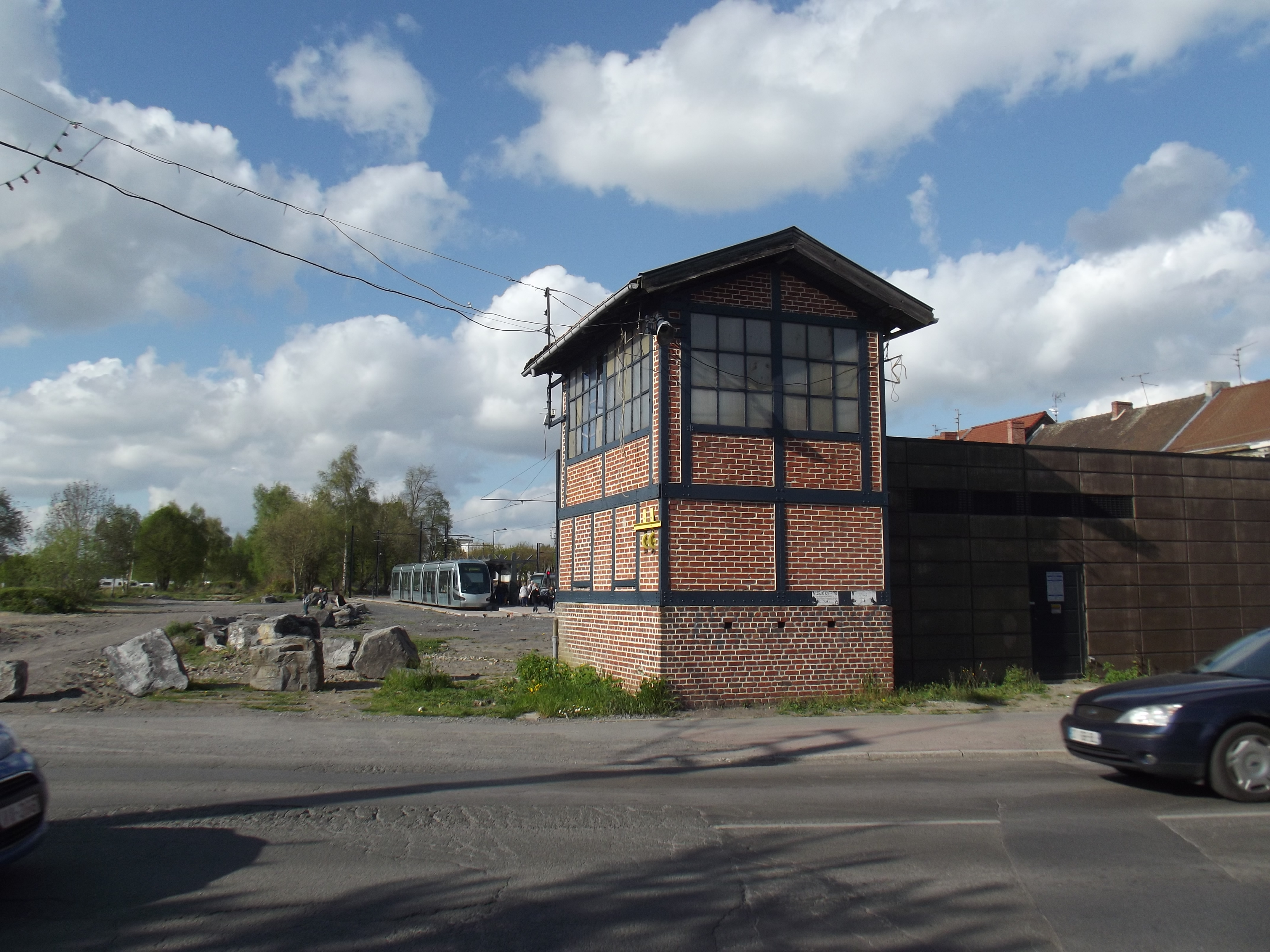
Restauriertes Stellwerk des ehemaligen Bahnhofs

Im Jahr 1215 wurde Vetus Condatum erstmals erwähnt. Infolge kriegerischer Auseinandersetzungen wurde das Dorf mehrfach zerstört, 1645 existierten nur noch sechs oder sieben Häuser. 1741 wurden in Vieux-Condé Steinkohlevorkommen entdeckt. Um 1810 hatte Vieux-Condé ungefähr 1300 Einwohner.
Zwischen 1751 und 1983 wurde in Vieux-Condé Kohle gefördert, somit hat die Stadt eine alte Bergwerkstradition. Im Zweiten Weltkrieg wurde sie durch einen Bombenangriff stark zerstört. Vor allem das Zentrum wurde schwer getroffen und musste nach dem Krieg komplett neu aufgebaut werden.

### Bevölkerungsentwicklung
| Jahr                       | 1962   | 1968   | 1975   | 1982   | 1990   | 1999   | 2011   | 2021   |
| Einwohner                  | 11.873 | 11.970 | 11.514 | 11.178 | 10.859 | 10.641 | 10.172 | 10.446 |
| Quellen: Cassini und INSEE |        |        |        |        |        |        |        |        |

## Sehenswürdigkeiten
- Kirche Saint-Martin
- Kapelle Sainte-Thérèse in der Cité de la Solitude
- Mehrere ehemalige Bergarbeitersiedlungen
- Wasserturm

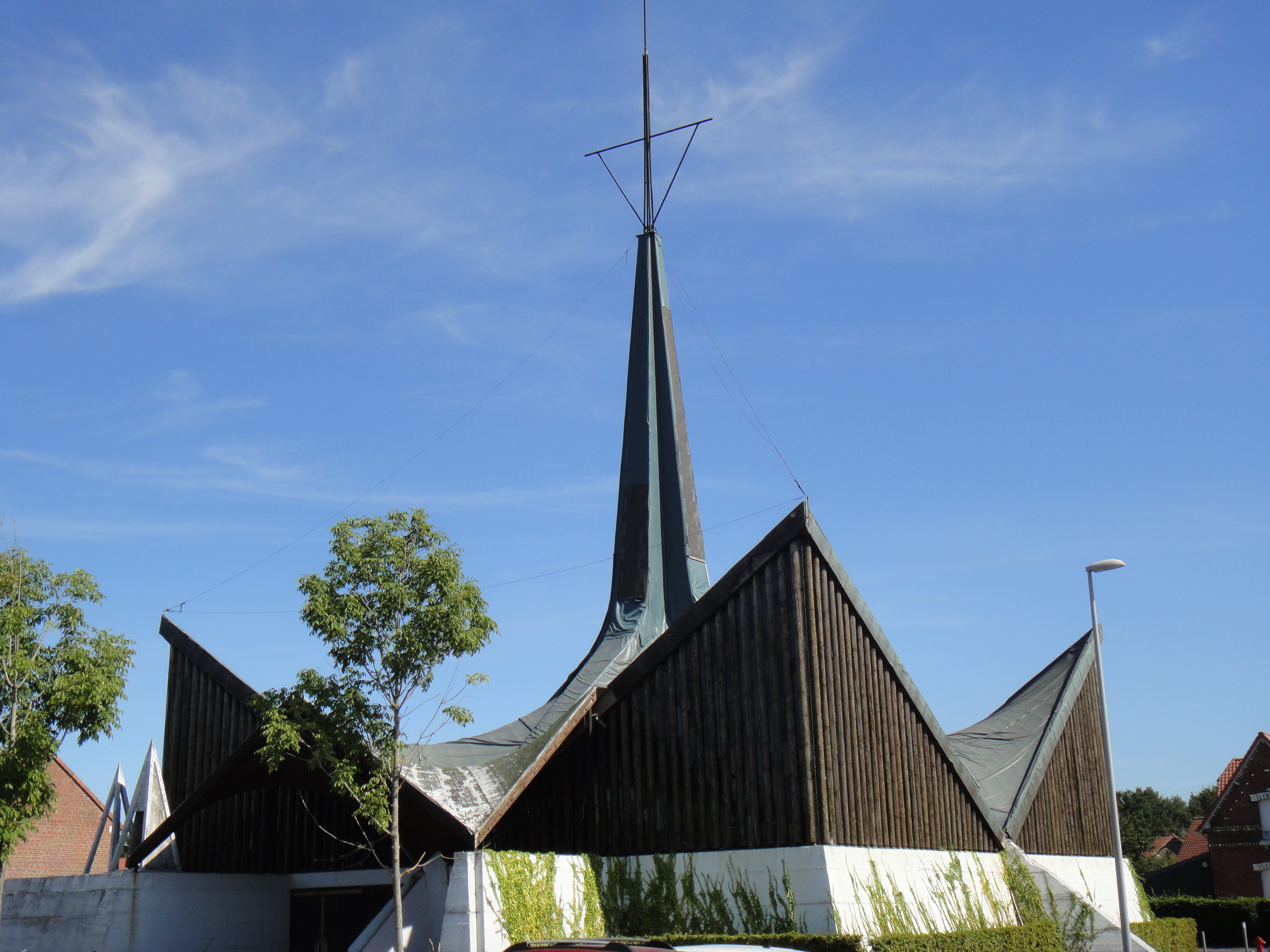
Kapelle Sainte-Thérèse
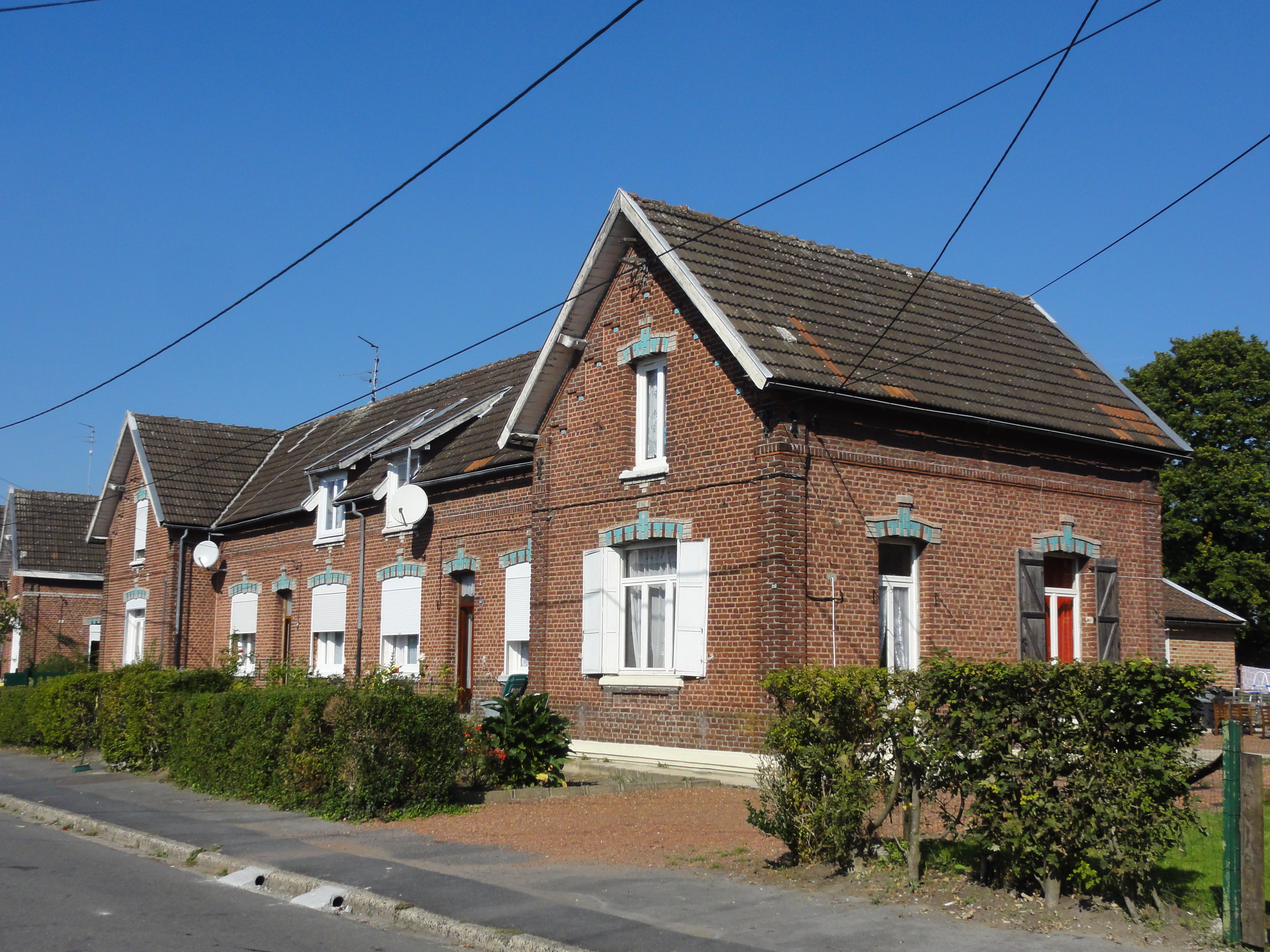
Bergarbeitersiedlung Cité de la Fosse Vieux-Condé
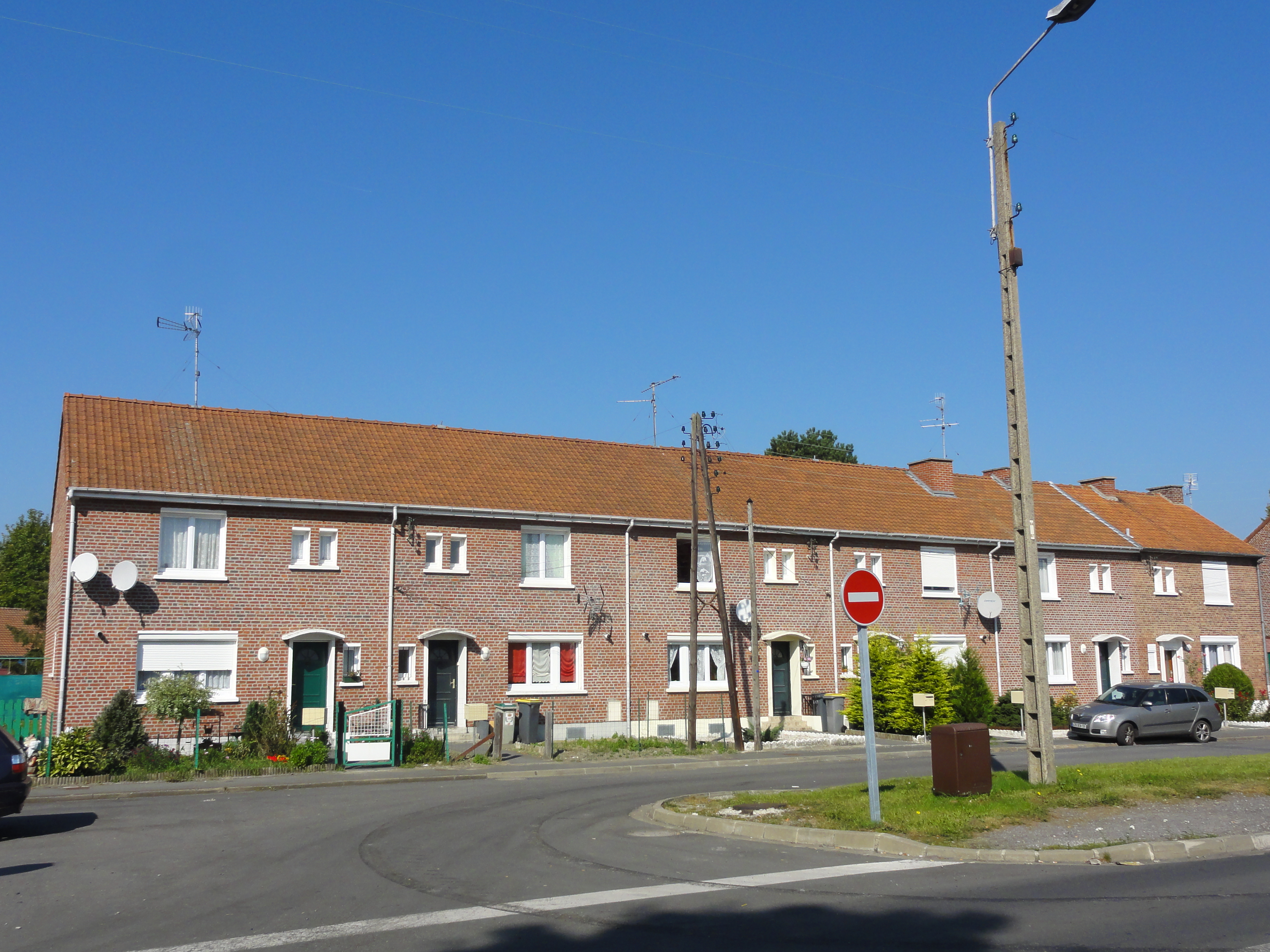
Bergarbeitersiedlung Cité de la Fosse Ledoux
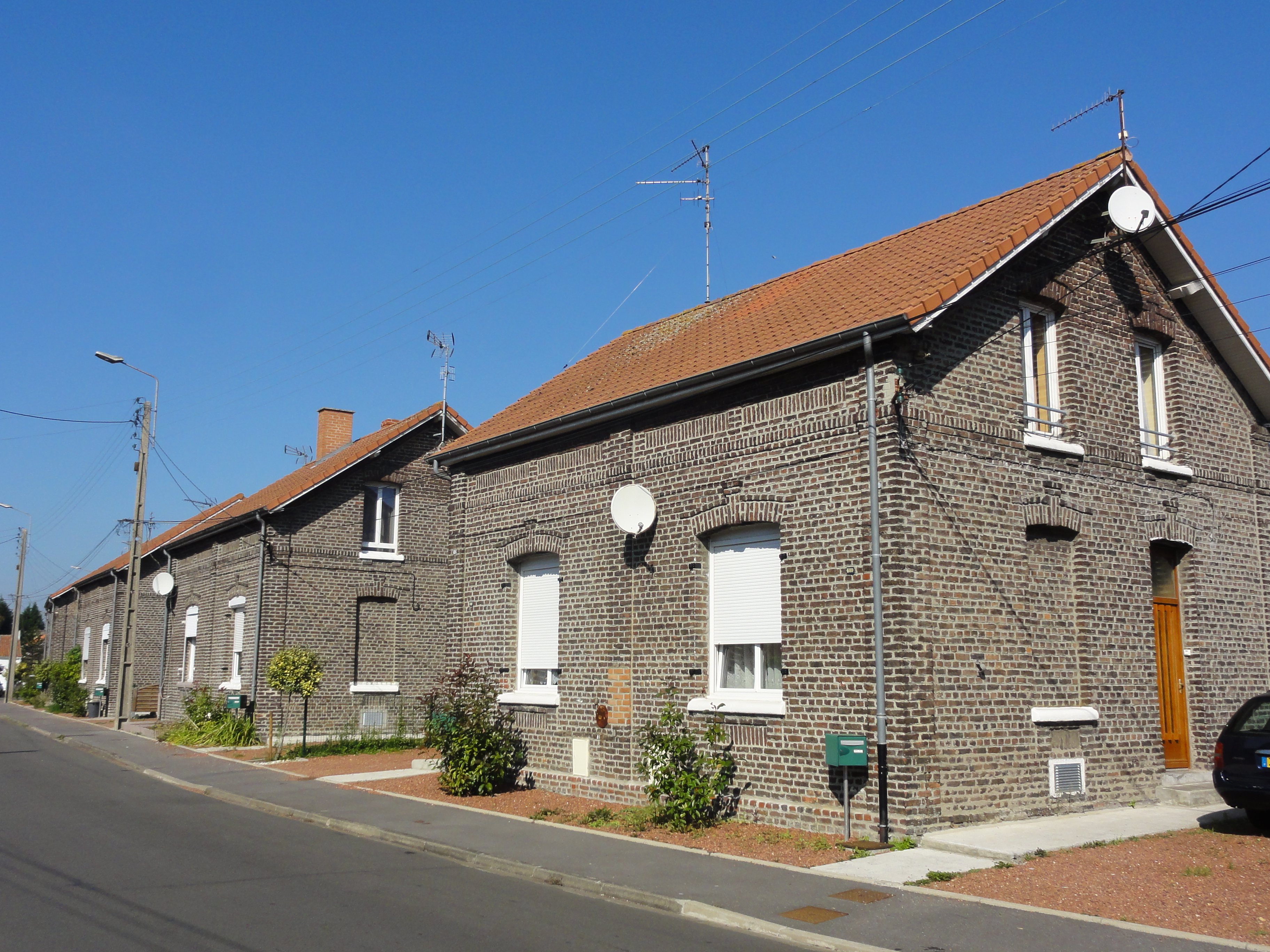
Bergarbeitersiedlung Cité de la fosse Trou Martin

## Verkehr

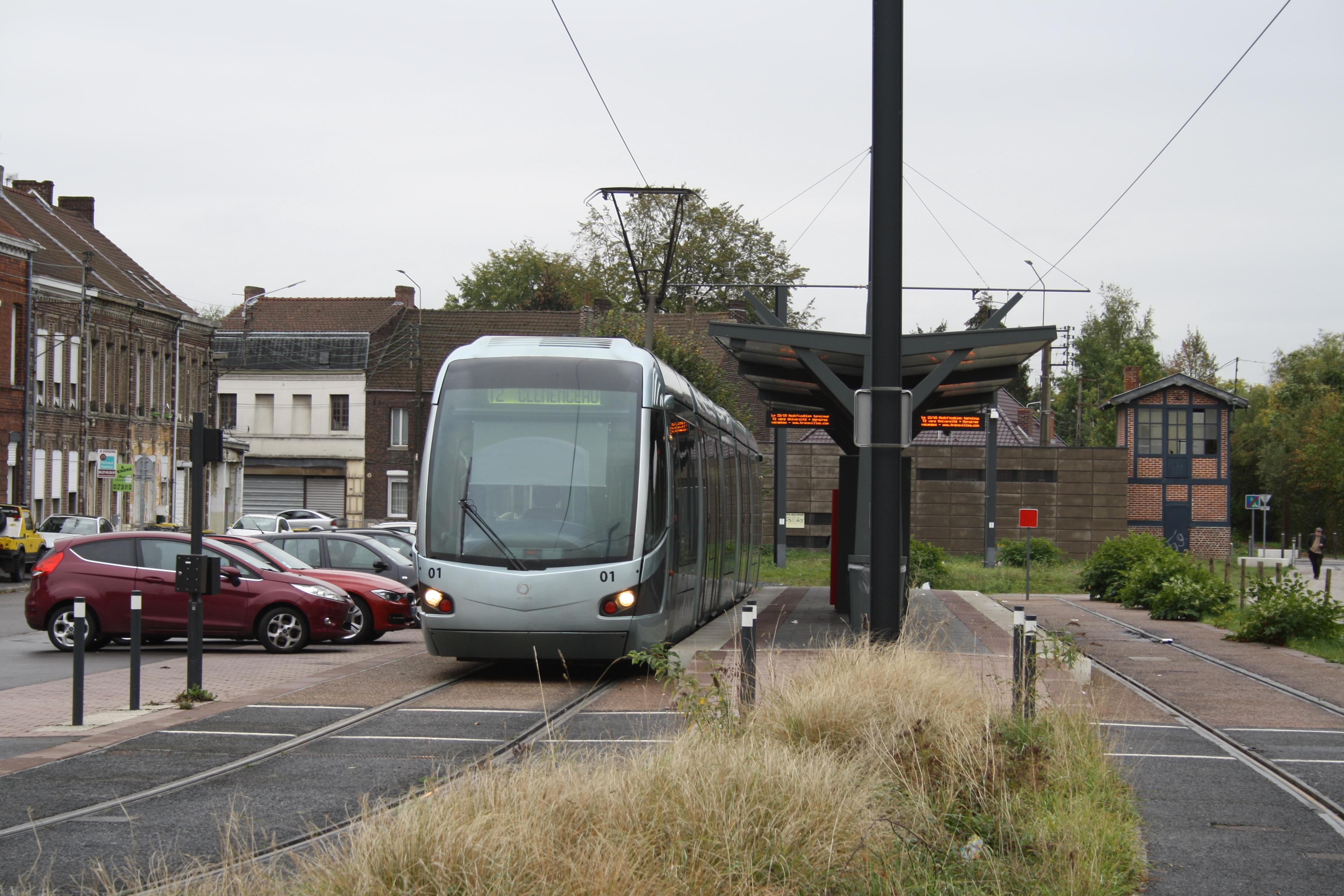
Endhaltestelle Le Boulon der Straßenbahn in Vieux-Condé

Am 23. Mai 1873 wurde der Abschnitt Vieux-Condé-Péruwelz des Chemin de fer d’Anzin, der Eisenbahnstrecke von Somain in den belgischen Grenzort Péruwelz, eröffnet. Die Strecke wurde am 1. Juni 1874 über Condé-sur-l’Escaut nach Anzin verlängert. Gebaut und betrieben wurde die Bahn vom Bergbauunternehmen Compagnie des Mines d’Anzin, vorrangig für den Abtransport der Steinkohle aus den zahlreichen Bergwerken des Gebiets. Neben dem Güter- wies die Bahn auch einen umfangreichen Personenverkehr auf. Der Grenzbahnhof Vieux-Condé verfügte über umfangreiche Anlagen einschließlich eines Bahnbetriebswerks und ein großes Empfangsgebäude, in dem auch der Zoll untergebracht war.
Mit Gesetz vom 17. Mai 1946 wurden die Bergwerke und die Bahn verstaatlicht und mit weiteren zu den Houillères du Nord et du Pas-de-Calais (HBNPC) zusammengefasst. Fortan gehörte sie zum Netz Valenciennes, einem der sieben Bahnnetze der 2000 km Gleise umfassenden HBNPC. 1963 wurde, um Kosten zu reduzieren, der Personenverkehr eingestellt und die Züge durch wurden Busse ersetzt. 1975 wurde die Strecke nach Péruwelz abgebaut, 1984 das Empfangsgebäude von Vieux-Condé abgerissen; der Güterverkehr endete 1986.
Seit dem 24. Februar 2014 verkehrt nach Vieux-Condé die Linie T2 der Straßenbahn Valenciennes, ihre Endhaltestelle liegt auf dem Gelände des ehemaligen Bahnhofs.

## Persönlichkeiten
- Eugène Thomas (1903–1969), Politiker
- Guy Deplus (1924–2020), klassischer Klarinettist und Musikpädagoge

## Städtepartnerschaften
- Niederzier (Nordrhein-Westfalen)
- Bleicherode (Thüringen)
- Gizzeria (Italien)